# Itazipcho

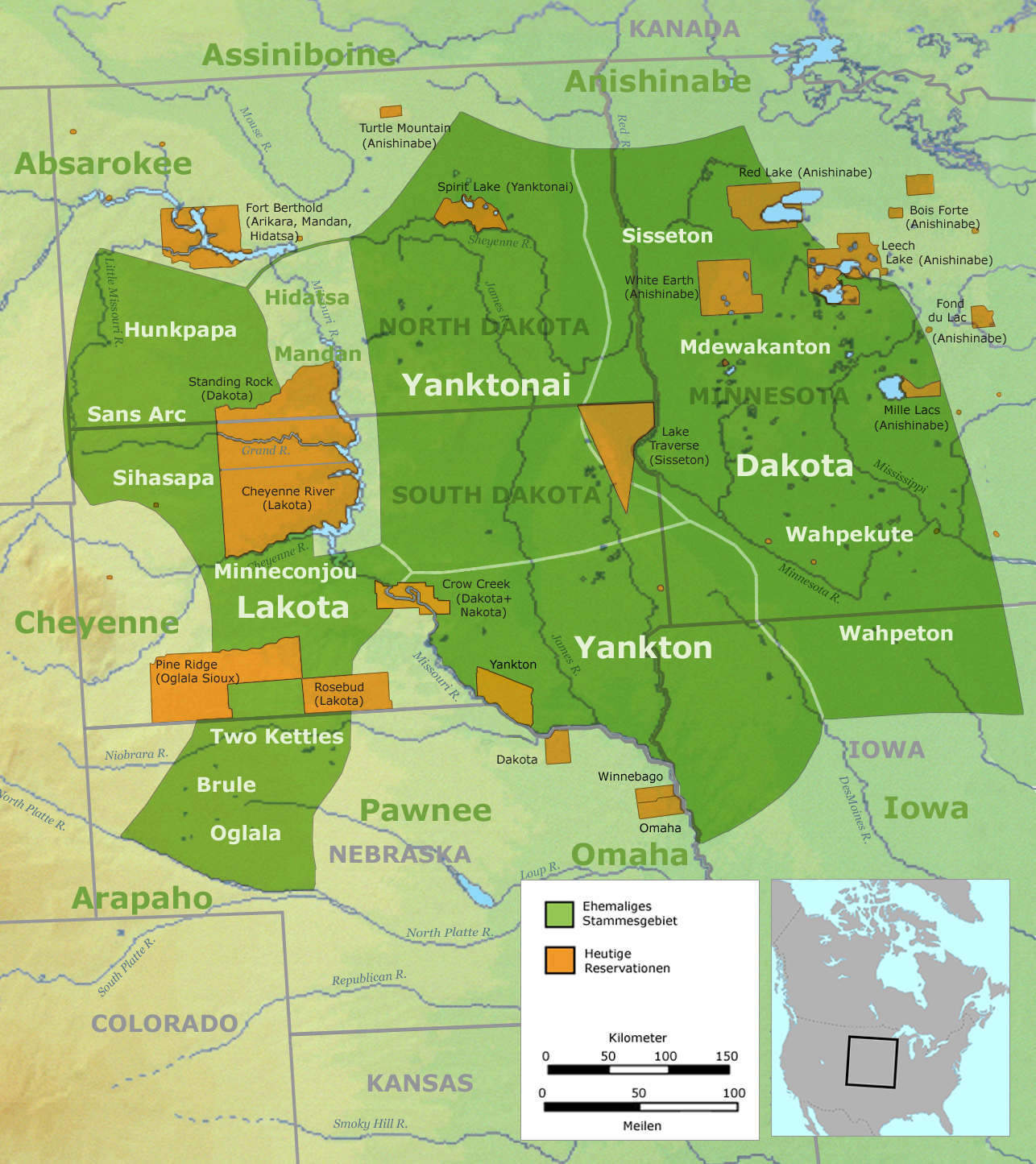

Il termine Itazipcho (anche detti Sans Arc, Popolo senza Arco) indica una tribù indiana facente parte del ceppo linguistico dei Lakota Sioux; ne furono capi famosi il più anziano He Napin Wanica (Senza Corna) e Wambli Galeshka (Aquila Chiazzata), che partecipò alla battaglia di Little Big Horn.
Attualmente i discendenti degli Itazipcho vivono nel Dakota del Sud, nella riserva Cheyenne River Indian Reservation (creata nel 1889 sulle ceneri della Grande Riserva Sioux), nell'ambito della Cheyenne River Lakota Oyate, insieme ai discendenti degli Oohenonpa, dei Minneconjou e dei Sihasapa.